# Românizare

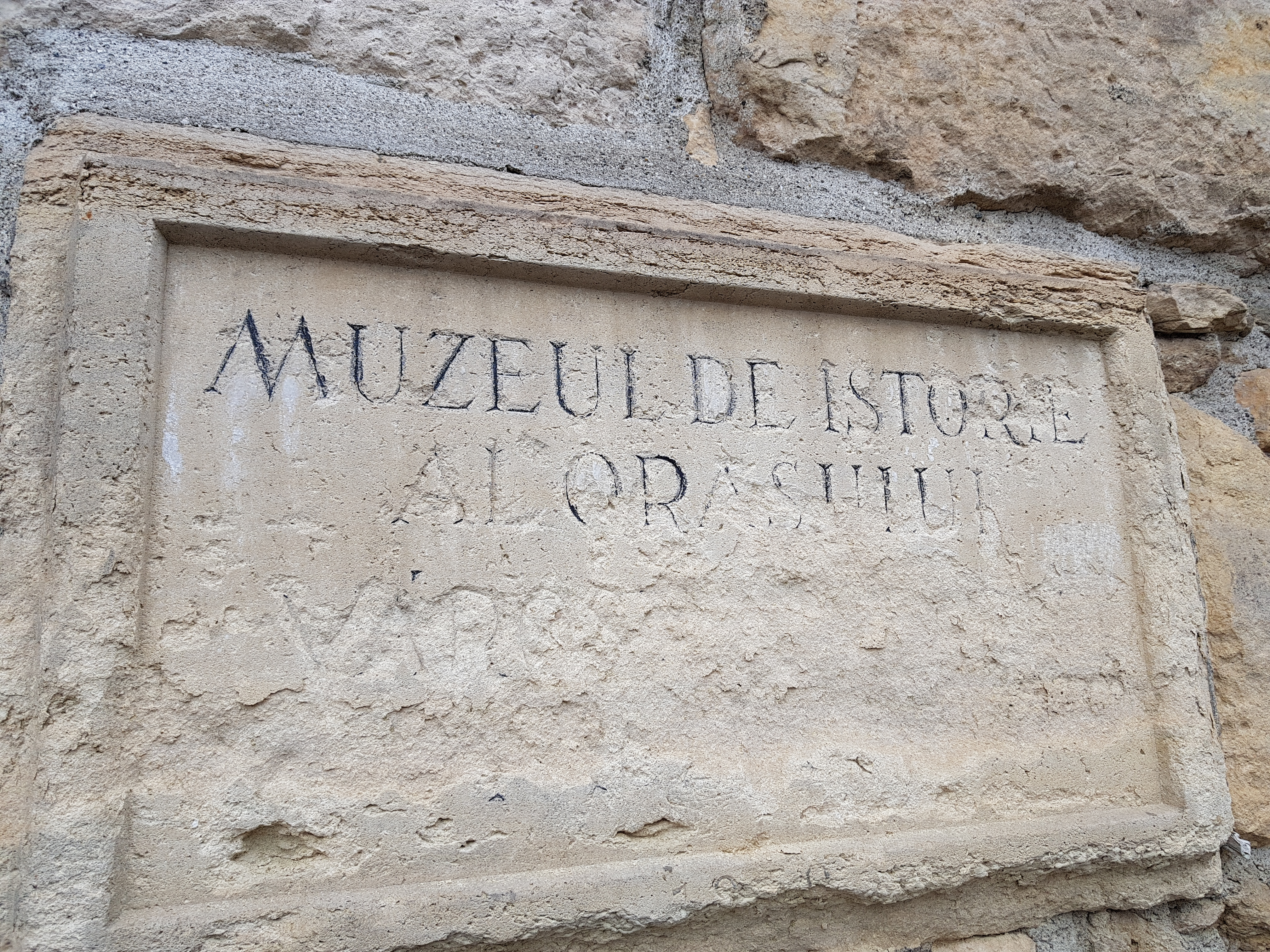
Fostă inscripție bilingvă româno-maghiară, Bastionul Croitorilor din Cluj (2018)

Românizarea este un fenomen complex de transformare socială, economică și mentală, desfășurat pe teritoriul statului român modern și, după 1918, în teritoriile asupra cărora Regatul României și-a extins autoritatea.
Principalii vectori ai afirmării identității naționale românești au fost alfabetizarea și urbanizarea de la sfârșitul secolului al XIX-lea. Spre deosebire de vestul continentului european, unde identitatea națională s-a format ca o exigență a industrializării, naționalismul est-european interbelic a fost motivat mai mult politic decât economic.
După Primul Război Mondial conducerea Regatului României a formulat politici de unificare a sistemelor de învățământ din provinciile românești. Din punct de vedere ideologic, statul român a recurs la naționalismul integral și la un antisemitism clădit pe o mai veche tradiție antievreiască, alimentată după 1918 de insecuritatea adusă de extindere și de diluția etnică a României. „În perioada interbelică, guvernul român de la București a căutat, fără să găsească, modalitățile adecvate de a face față complexității ivite în noua conjunctură. Vechea minoritate evreiască, socotită periculoasă în Regat, s-a văzut acum flancată de noile grupuri minoritare ardelenești și bucovinene (maghiari, germani și ruteni) sau basarabene (ruși).” Statul român a procedat la restrângerea drepturilor, la marginalizarea și presiunile loialiste asupra minorităților, în locul unor tactici ale cooptării persuasive.

## Cronologie
- trecerea, între sfârșitul secolului XVIII și începutul secolului XIX, la limba română în liturghie, ținută până atunci în slavonă, și în domeniul politic în care până atunci se foloseau limbile slavonă și greacă);
- secularizarea, în 1864-65, de către guvernul lui Alexandru Ioan Cuza, a moșiilor mânăstirilor închinate (ale căror venituri mergeau la Muntele Athos și la Patriarhia de Constantinopol);
- înlocuirea, între 1889 și 1940, a limbii aromâne prin limba română, în școlile finanțate de statul român în Balcani pentru vlahii de acolo;
- adoptarea de către guvernul dictatorial carlist a unui numerus clausus în august 1940, reducând numărul evreilor admiși în școli și universități la 6%, măsură modificată în octombrie 1940 de guvernul național-legionar de așa manieră încât să reducă numărul practic la zero (numerus nullus);[7]
- confiscarea, de către dictatura generalului Ion Antonescu, între 1941 și 1944, a întreprinderilor aparținând evreilor;
- folosirea de către dictatura  comunistă de sub conducerea lui Nicolae Ceaușescu a ideilor naționaliste, în locul celor  internaționaliste și prosovietice propovăduite mai înainte, și limitarea cursurilor, spectacolelor și publicațiilor în limbi minoritare.[8] Vinderea de către regim a cetățenilor de etnie germană și evreiască către RFG și Israel pe valută forte și în schimbul "clauzei națiunii celei mai favorizate" oferite de SUA, aceasta din urmă implicând condiții favorabile de comerț liber, a dus la emigrarea unei părți substanțiale din ambele minorități.[9][10]

## Exemple
Academicianul David Prodan a remarcat diletantismul funcționarilor care au pus în practică românizarea toponimelor, dând exemplu în acest sens satul Iegheriște, unde se afla sticlăria conților Bánffy, remarcând că în Ardealul de Nord cuvântul iagă provine din maghiară üveg („sticlă”). În mod greșit, necunoscând istoria locului și presupunând o etimologie germană (Jäger = „vânător”), localitatea a fost redenumită în Vânători.